# Виляка
Виляка (произношение) (на латвийски: Viļaka) е град в североизточна Латвия, намиращ се в историческата област Видземе и в административния район Балви. Градът се намира на 250 км от столицата Рига и на 8 км от границата с Русия.